# Route nationale 576
Die N576 war von 1933 bis 1973 eine französische Nationalstraße, die in drei Teilen zwischen der N100 südwestlich von Rochefort-du-Gard und Valréas verlief. Ihre Gesamtlänge betrug 56 Kilometer.